# Vickers
La Vickers Limited (nota anche come Vickers, dal 1911 Vickers, Sons & Maxim Limited) era un'azienda britannica creata nel 1828 attiva in diversi settori quali ingegneria meccanica, costruzioni meccaniche ed armi da fuoco.
Nel corso del 1927 si fuse con la Armstrong Whitworth per dare origine alla Vickers-Armstrongs.

## Storia
Le origini dell'azienda risalgono al 1828 quando, a Sheffield, Edward Vickers (all'epoca gestore di un mulino) e suo suocero George Naylor, forte di una precedente esperienza nel settore, diedero vita ad una nuova fonderia, denominata Naylor Vickers and Company. Insieme ai due collaborò William Vickers, fratello di Edward, che all'epoca si occupava della produzione di laminati d'acciaio.
La fonderia si guadagnò una certa fama nella realizzazione di campane e, nel 1854, la compagine sociale venne ampliata con l'ingresso di Thomas ed Albert, figli di Edward Vickers.
Dopo un primo trasloco dei locali, nel 1867, l'azienda venne trasformata in una public company e la denominazione societaria mutò in Vickers, Sons & Company. L'ingresso di nuovo capitale consentì l'acquisizione di altre aziende e la diversificazione dell'attività in nuovi settori economici. L'anno successivo ebbe inizio la produzione di alberi per imbarcazioni e nel 1872 quella di eliche, sempre nell'ambito della meccanica navale.
Il 1882 vide l'azienda realizzare una pressa per la forgiatura dei metalli mentre risalgono, rispettivamente, al 1888 ed al 1890 le prime corazzature ed il primo pezzo d'artiglieria. Prima della fine del secolo, nel 1897, sotto l'egida di Basil Zaharoff, l'acquisizione della Naval Construction & Armaments Company (che a sua volta aveva acquistato la Maxim Nordenfelt Guns & Ammunition Company) portò alla nuova variazione della ragione sociale in Vickers, Sons & Maxim Limited, azienda che poteva vantare di essere "il solo costruttore navale in grado di progettare, costruire, motorizzare ed armare le proprie navi".
Nel 1901 i cantieri navali della Vickers, Sons & Maxim Limited realizzarono il primo sommergibile commissionato dalla Royal Navy, l'HMS Holland 1 mentre l'anno successivo l'azienda acquisì la compartecipazione della John Brown & Company, altra famosa realtà della cantieristica navale britannica.
Ulteriori acquisizioni portarono una nuova diversificazione delle attività e dei settori industriali oggetto degli investimenti; in particolare, sempre nel 1901, vennero acquisite parte delle officine facenti capo alla The Wolseley Sheep Shearing Machine Company (azienda costituita da Frederick Wolseley ed Herbert Austin per la realizzazione e commercializzazione della prima macchina per tosatura delle pecore), che vennero riorganizzate nella Wolseley Tool and Motor Car Company mentre risale a qualche anno dopo l'acquisizione del controllo della Whitehead and Co., azienda costruttrice di siluri.
Nel 1911 l'azienda venne quindi riorganizzata, prendendo il nome di Vickers Ltd.; oltre le varie attività già svolte, venne avviato il ramo industriale dedicato all'aviazione, che prese il nome di Vickers Ltd. (Aviation Department).
L'espansione dell'azienda era in continuo progresso e nel corso del 1919 venne acquisita la British Westinghouse Electrical and Manufacturing Company, sussidiaria della statunitense Westinghouse Electric, per dar vita (mediante una complessa operazione finanziaria che vide protagoniste diverse aziende del settore) alla Metropolitan-Vickers.
Tra la fine del 1926 ed il 1927 le attività dell'azienda vennero complessivamente riorganizzate, anche mediante lo scorporo di alcune attività, la fusione con altre aziende, la vendita o la chiusura di impianti.
Le attività che vennero mantenute furono quelle afferenti ai comparti dell'ingegneria pesante, del materiale rotabile (tramite la Metropolitan Carriage Wagon and Finance Company), dell'elettricità (tramite la Metropolitan-Vickers) unitamente ad altre aziende di settori vari.
Altre attività uscirono, a diverso titolo, dal perimetro aziendale:
- British Lighting and Ignition Company (produttrice di magneti per motori): cessazione dell'attività;
- Canadian Vickers Limited (attività aeronautiche, con sede in Canada): ceduta;
- Vickers-Petters Limited (motori per macchinari fissi): ceduta;
- William Beardmore and Company (ingegneria e costruzioni navali, con sede in Scozia): ceduta;
- Wolseley Motors (costruzioni automobilistiche): ceduta;
- settore degli armamenti, aviazione e cantieristica navale: fuso con le attività della Armstrong-Withworth per dar vita alla Vickers-Armstrong Limited (questa operazione ebbe effetto a valere dal 1º gennaio 1928 ed agli azionisti della Vickers Ltd andarono i due terzi del capitale della nuova società).
- settore della produzione di compensato: ceduto.